# Alexandra Emilianov
Alexandra Emilianov (Moldavia, 19 de noviembre de 1999) es una atleta moldava especializada en la prueba de lanzamiento de disco, en la que consiguió ser campeona mundial juvenil en 2015.

## Carrera deportiva
En el Campeonato Mundial Juvenil de Atletismo de 2015 ganó la medalla de oro en el lanzamiento de disco, llegando hasta los 52.78 metros, por delante de la montenegrina Kristina Rakocevic y la australiana Samantha Peace (bronce con 50.59 metros).